# Dal liceo ad Auschwitz - Lettere di Louise Jacobson
Dal liceo ad Auschwitz - Lettere di Louise Jacobson è un libro che raccoglie le lettere inviate durante la prigionia a parenti e amici da Louise Jacobson, una studentessa liceale parigina di famiglia ebrea, uccisa nel febbraio 1943 nella camera a gas del campo di concentramento di Auschwitz.
Sospettata di simpatie comuniste, era stata denunciata assieme alla madre Olga Golda-Riva Jacobson in maniera anonima da alcuni vicini di casa come simpatizzante comunista, ma il suo arresto al rientro a casa avvenne perché non indossava la stella gialla che identificava gli ebrei, nella Francia occupata dal regime nazista.

## Contenuto
Il libro - patrocinato dalla FEDJF, l'Associazione Figli e Figlie dei Deportati Ebrei di Francia fondata nel 1979 - è dedicato alla memoria delle allieve del liceo del Cours de Vincennes (poi Hélène Boucher) arrestate dalla polizia del governo di Vichy e dai nazisti, deportate e assassinate ad Auschwitz.
Louise Jacobson, iscritta all'ultimo anno del liceo Cours de Vincennes, arrestata assieme alla madre lunedì 31 agosto 1942 soprattutto a causa delle pubblicazioni rinvenute nella cantina di casa che testimoniavano delle simpatie politiche orientate alla sinistra dei fratelli Jacobson (i cui genitori vivevano da qualche tempo separati), scrisse ai parenti (padre, due sorelle e un fratello), amici e compagni di scuola ventisette lettere in tutto, nel periodo compreso fra il 1º settembre 1942 e il 13 febbraio 1943.
La maggior parte delle missive (ventuno) vennero spedite dalla prigione di Fresnes (un luogo di detenzione e tortura soprattutto per esponenti comunisti aderenti alla Resistenza francese). Le restanti sei (le più dolenti, quando i mesi di detenzione erano ormai sei e la fine era ormai prossima) furono inviate dal campo di internamento di Drancy, dove la studentessa venne trasferita a ottobre 1942 prima della definitiva deportazione ad Auschwitz.
L'epistolario è stato raccolto dalla sorella di Louise,  Nadia Kaluski-Jacobson, che nel 1989, sull'onda del montante revisionismo storiografico tendente se non a smentire quanto meno a ridurre di portata i crimini del nazismo, ha deciso di pubblicarle - su insistenza di Serge Klarsfeld, avvocato di professione e presidente dell'Associazione dei figli e delle figlie degli ebrei deportati di Francia che negli anni settanta si è battuta perché si svolgesse a Colonia un processo contro criminali di guerra nazisti che fino ad allora scampati a procedimenti penali - per le Éditions Robert Laffont con il titolo Les lettres de Louise Jacobson et de ses proches: Fresnes, Drancy, 1942-1943.
Nel gennaio 1989 scrive Nadia Kaluski-Jacobson, nell'introduzione "alle lettere di mia sorella":
Di qui la decisione della pubblicazione delle lettere, perché "la memoria sopravviva", mantenendo vivo "un ricordo del passato che possa proiettare validamente nel futuro".

## Anna Frank di Francia
Il volume riporta, nell'edizione italiana data alle stampe nel 1996, i numeri concernenti la deportazione degli ebrei di Francia durante la seconda guerra mondiale, ovvero nel periodo che va dal 1942 al 1944. In totale furono deportati 75.721 ebrei, di cui il 2,7% bambini di età inferiore ai sei anni e l'11,6% bambini e adolescenti dai sei ai 17 anni (in totale circa 11.000 unità). Oltre 9.700 furono i deportati con età superiore ai 60 anni.
Circa 43.000 deportati su 73.853 furono uccisi con il gas all'arrivo nel campo di concentramento mentre al 1945 risultarono sopravvissuti allo sterminio 2.558 deportati (il 3% del totale dei reclusi).
Secondo Serge Klarsfeld, presidente dell'Associazione Figli e Figlie dei Deportati Ebrei di Francia, con i 3.000 deportati nei campi di internamento - come quello di Drancy da cui transitò Louise Jascobson - in attesa della deportazione ad Auschwitz e le migliaia di ebrei uccisi durante la persecuzione razziale, il totale delle vittime della soluzione finale in Francia raggiunge le 80.000 unità.
Sorta di Anna Frank francese, Louise Jacobson scrisse le sue lettere usando la scrittura tipica del diario, compitando cioè gli eventi del giorno, registrando le (poche) novità che la reclusione consentiva, e le aspettative per una liberazione che sperava prossima ma che sentiva improbabile. In esse e con esse, rivolgendosi essenzialmente alla sorella maggiore Nadia (al padre, che poteva vederla due volte la settimana, al giovedì e alla domenica nel carcere di Fresnes, ne furono inviate in minore misura), la giovane lascia trasparire serenità e speranza e cerca più e più volte di rassicurare i propri cari cercando di trasmettere loro un senso di serenità che non è rassegnazione. Solo in quelle inviate alle amiche traspare lo scoramento e la preoccupazione per il futuro.
La meticolosità con cui dà conto ai familiari della quotidianità (in particolare degli orari dei pasti, dell'attività ginnica e del lavoro di rammendo e ricamo, ma anche la descrizione della vita a stretto contatto con detenute di ogni tipo - da quelle politiche a quelle comuni, fra cui donne arrestate per semplici furti e donne di malaffare - e delle lunghe ore in attesa dei pacchi inviati dalla famiglia o semplicemente della consegna della corrispondenza, il surrogato di lezioni scolastiche tenute da insegnanti anch'essi detenuti) restituisce appieno il senso di costrizione in cui si era venuta a trovare l'autrice, che avrebbe compiuto i suoi diciotto anni il 29 dicembre 1942 nel campo di internamento di Drancy. Di lì a un paio di mesi avrebbe poi intrapreso il viaggio senza ritorno verso Auschwitz.
Scrive Louise in una delle ultime lettere al padre (la lettera è datata Drancy, giovedì 28 gennaio 1943, una ventina di giorni prima della sua morte ad Auschwitz):
E ancora, senza perdere il desiderio di provare a scherzare e per cercare di infondere ottimismo, scrive in una lettera indirizzata 'collettivamente' ai congiunti da Drancy l'8 febbraio 1943 (è la penultima missiva prima del trasferimento ad Auschwitz):

## La targa commemorativa
Nel 1994, il 25 aprile, il Ministro degli Anziani combattenti e delle Vittime della guerra ha fatto affiggere una targa sull'edificio in cui Louise e la madre abitavano, in rue des Boulers, a Parigi:

## L'edizione italiana
In Italia il testo è stato pubblicato nel febbraio 1996 sotto il titolo Dal liceo ad Auschwitz - Lettere di Louise Jacobson, e con traduzione di Mirella Caveggia, da L'Arca Società Editrice dell'Unità, che lo ha distribuito in abbinata al giornale quotidiano l'Unità. In questa versione il libro riporta una presentazione di Elio Toaff e un'introduzione di Francesca Sanvitale.
È integrato con una sezione "Documenti" che riporta il testo delle leggi antiebraiche francesi in vigore durante la seconda guerra mondiale e gli atti relativi all'operazione di polizia contro la comunità ebraica parigina del luglio 1943 conosciuta come La grande retata parigina detta del Velodromo d'Inverno (parte del materiale era rimasto sconosciuto ed è stato pubblicato per la prima volta solo nel 1958 da La Tribune Sioniste de France).
Su questo argomento viene riportato uno scritto di Serge Klarsfeld e il resoconto di Sarah Lichtsztejn, un'alunna che frequentava anch'essa lo stesso Liceo Cours de Vincennes a cui era iscritta Louise, scampata dapprima alla retata ma poi nuovamente catturata e deportata nel maggio 1944 in campo di concentramento assieme alla madre Maria, già vittima anni prima ai pogrom russi. Sarah e sua madre vennero arrestate durante la retata del Velodromo d'Inverno il 16 luglio 1942. Riuscite a fuggire, godono di un paio di anni di semilibertà, ovvero fino a quando vengono denunciate sulla base di una delazione e deportate ad Auschwitz. Il racconto di Sarah si riferisce appunto alla condizione di deportata in campo di concentramento, esperienza che la giovane restituisce nella pagina scritta con la sorpresa e lo smarrimento di una giovane poco più che adolescente.

## Per non dimenticare
Nella sua introduzione, Sanvitale riprende le parole conclusive di Nadia Kaluski Jacobson a commento della pubblicazione delle lettere della sorella Louise, quarantacinque anni dopo la sua morte nel lager di Auschwitz:
Poiché - parole di Sanvitale - "ogni traccia è una persona, un carattere, una storia che insegnano qualche cosa alla collettività. È una presenza permanente" che non va rimossa né dimenticata.

### Edizione originale
- Kaluski-Jacobson, Nadia, Les lettres de Louise Jacobson et de ses proches: Fresnes, Drancy, 1942-1943. Éditions Robert Laffont|, 1999 ISBN 2-221-08435-7.

### Edizione italiana
- Dal liceo ad Auschwitz - Lettere di Louise Jacobson, pag. 175, presentazione di Elio Toaff, introduzione di Francesca Sanvitale, traduzione di Mirella Caveggia, L'Arca Società Editrice dell'Unità, 1996.